# Pagaronia maculipennis
Pagaronia maculipennis är en insektsart som beskrevs av Huh och Kae Kyoung Kwon 1994. Pagaronia maculipennis ingår i släktet Pagaronia och familjen dvärgstritar. Inga underarter finns listade i Catalogue of Life.